# Shalita Grant
Shalita Grant (Petersburg (Virginia), 28 augustus 1988) is een Amerikaans actrice. Ze speelde in diverse series, waaronder NCIS: New Orleans, Search Party en You.

## Filmografie

### Film
- 2010: Empire Corner, als Jade
- 2010: Invisible, als Nancy
- 2021: Vanya and Sonia and Masha and Spike, als Cassandra
- 2021: First Date, als Jennifer

### Televisie
- 2011: The Good Wife, als sergeant Nora Swan
- 2014-2015: Bones, als Andie Roberts
- 2015-2018: NCIS: New Orleans, als Sonja Percy
- 2015: Melissa & Joey, als Evita Freeman
- 2015: Battle Creek, als Olivia
- 2016: NCIS, als Sonja Percy
- 2016: Mercy Street, als Aurelia Johnson
- 2019: Santa Clarita Diet, als agent Tess Rogers
- 2020: Search Party, als Cassidy Diamond
- 2021: Special, als Rae
- 2021, 2025: You, als Sherry Conrad
- 2023: Abbot Elementary, als Miss Janet
- 2024-2025: Common Side Effects, als verschillende personages
- 2025: Side Quest, als Janae

### Podcast
- 2021: Haunt the Johnsons, als Ava Johnson
- 2023: The Flash: Escape the Midnight Circus, als Iris West